# Voetbalvereniging Noordwijk
L'Voetbalvereniging Noordwijk è una società calcistica olandese con sede ad Noordwijk.

## Palmarès

### Competizioni nazionali
- Derde Divisie: 1

2018-2019
- Hoofdklasse: 3

1998-1999, 2010-2011, 2017-2018
- Eerste Klasse: 6

1972-1973, 1975-1976, 1977-1978, 1979-1980, 1980-1981, 1982-1983